# Mary Jo Markey
Mary Jo Markey là một nhà biên tập phim điện ảnh và truyền hình Mỹ. Cô là một thành viên của Hiệp hội Biên tập Điện ảnh Hoa Kỳ, và là đối tác thường xuyên của J. J. Abrams.

## Sự nghiệp
Markey tham gia biên tập nhiều phim điện ảnh đại chúng trong đó có The Perks of Being a Wallflower và Nhiệm vụ bất khả thi 3. Cô ngoài ra cũng làm việc cho một số dự án phim truyền hình như Felicity, Breaking News, Skin, Bí danh, và cũng là trưởng nhóm biên tập của phim truyền hình Mất tích.
Cô hợp tác với J. J. Abrams trong ba phim truyền hình mà anh tham gia thực hiện, và tính tới năm 2015, cô cùng Maryann Brandon đã tham gia dựng phim cho năm dự án mà anh ngồi ghế đạo diễn. Với việc biên tập cho Star Wars: Thần lực thức tỉnh, cô cùng Brandon đã nhận một đề cử giải Oscar cho hạng mục Dựng phim xuất sắc nhất.

## Danh sách phim

### Điện ảnh
| Năm  | Tựa đề                          | Ghi chú                 |
| ---- | ------------------------------- | ----------------------- |
| 1981 | Rhapsody in Bloom               | Phim truyện truyền hình |
| 2006 | Nhiệm vụ bất khả thi 3          |                         |
| 2009 | Star Trek                       |                         |
| 2010 | Yêu nhầm sát thủ                |                         |
| 2011 | Super 8                         |                         |
| 2012 | The Perks of Being a Wallflower |                         |
| 2013 | Star Trek: Chìm trong bóng tối  |                         |
| 2015 | Star Wars: Thần lực thức tỉnh   |                         |
| 2016 | Tử chiến Trường Thành           |                         |
| 2017 | Mầm sống hiểm họa               |                         |

### Truyền hình
| Năm     | Tựa đề                        | Ghi chú      |
| ------- | ----------------------------- | ------------ |
| 1998–00 | Felicity                      | 14 tập       |
| 2001–04 | Bí danh                       | 14 tập       |
| 2002    | Breaking News                 |              |
| 2003    | The Wonderful World of Disney | 1 tập        |
| 2003–04 | Skin                          | 6 tập        |
| 2004–09 | Mất tích                      | 12 tập       |
| 2010    | Undercovers                   | Tập đầu tiên |